# Vientos Burán

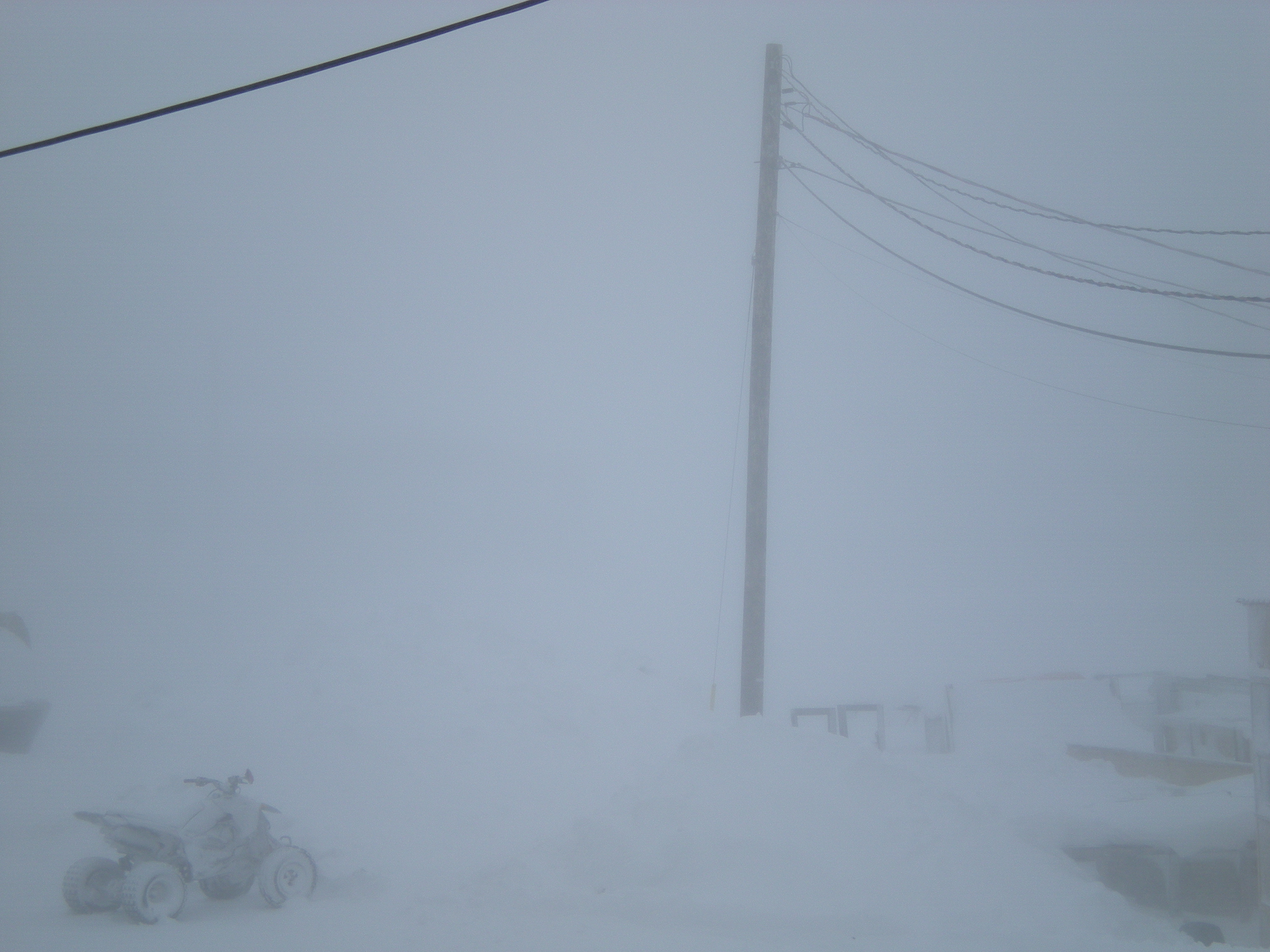
Efectos de los vientos Burán

Los vientos Burán (en turco: Boran), son unos vientos que soplan por Asia oriental, específicamente Xinjiang, Siberia y Kazajistán. 
El Burán adopta dos formas: en verano, es un viento seco y caliente, que crea tormentas de arena; en el invierno, es crudamente frío y a menudo lo acompañan nevascas. Los vientos Burán son fuertes y están llenos de hielo y nieve. Los cielos están a menudo cargados con nieve que se arremolina y reduce la visibilidad prácticamente a cero en ocasiones. Purga es el nombre con el que se conoce sobre la tundra. En Alaska este riguroso viento nororiental es conocido como Burga y trae nieve y granizo.
El Programa Espacial Ruso ha bautizado una clase de cohete con el nombre de (véase Transbordador Burán).